# かしの森公園
かしの森公園（かしのもりこうえん）とは、栃木県芳賀郡芳賀町下高根沢にある公園である。

## 概要
- 芳賀町内の小学校から集めたかしの実から育てられたかしの木が多数植えられているのでかしの森公園と名付けられた[1]。
- 公園周辺道路約6kmの桜並木とともに桜の名所[2]であったが、宇都宮ライトレール建設工事に伴い、公園周辺約1.5km区間の桜並木は、ほぼすべてが伐採された[3]。

## 交通アクセス
- バス - JR宇都宮駅からジェイアールバス関東の路線バスで「芳賀町工業団地管理センター前」下車、徒歩約15分
- 鉄道 - 宇都宮ライトレール宇都宮芳賀ライトレール線で「かしの森公園前停留場」下車